# Subset
Subset est un groupe de rock alternatif américain fondé en 1999.

## Membres du groupe
- Lindsey Simon : Guitare / chant
- Joel Fish : Batterie
- Nathan Fish : Basse

## Biographie
Subset est un groupe comparable aux Beach Boys, ou encore à Sonic Youth. Peu connu, en France, il s'est surtout pour l'instant forgé une réputation au Texas, aux États-Unis. Overpass est le seul album pour l'instant disponible en France. Mais d'autres ont déjà été enregistré aux États-Unis. Le groupe se compose de Simon, qui est parolier, guitariste, mais aussi chanteur. Rare pour un groupe, il n'est complété que par deux autres membres ; les frères Fish. Joel à la batterie, et Nathan à la basse ou guitare.

## Discographie

### Albums studio
- 2000 : Overpass